# Chiesa di San Frediano (Barga)
La chiesa di San Frediano è un edificio sacro che si trova in località Sommocolonia a Barga.
Ricostruita nel 1954 dopo la distruzione bellica, era originariamente rivestita di pietra, aveva una porta a levante e quattro finestre di stile gotico, poi tamponate; sopra la porta maggiore un'iscrizione con la data 1505 indicava probabilmente una fase di lavori, di poca importanza però, perché nelle Visite pastorali di quel secolo ne viene sempre rilevato il cattivo stato di conservazione della chiesa, che coinvolge anche il campanile e la canonica. Nei primi decenni del secolo successivo la chiesa, cui era stata concessa la facoltà di battezzare, viene di nuovo restaurata ed ampliata.